# Alianza LGB
Alianza LGB (del original, en inglés: LGB Alliance o LGB Alliance UK) es una organización británica de incidencia política, surgida en 2019 en oposición a las políticas de la organización LGTB Stonewall sobre las personas transgénero. La organización, que afirma defender los intereses y derechos de lesbianas, gays y bisexuales sobre la base del sexo biológico, se ha caracterizado por su oposición a distintas medidas relativas a los derechos transgénero, y ha sido descrita en repetidas ocasiones como «transexcluyente», «antitrans» y como un grupo de odio por parte de diputados, periodistas y organizaciones y activistas LGTB, si bien también ha contado con el apoyo de políticos conservadores y algunos periodistas.

## Objetivos
La Alianza LGB describe su objetivo como «afirmar el derecho de lesbianas, bisexuales y gays a definirse como personas atraídas por el mismo sexo», haciendo campaña por aquellos cuyos derechos legales están basados en la orientación sexual y no en la identidad de género. La organización ha asegurado que las lesbianas y gays se encuentran en peligro debido a las identidades trans. En su declaración como organización benéfica, se recogen como objetivos principales fomentar la igualdad y la diversidad mediante la erradicación de la discriminación basada en la orientación sexual, impulsando la educación y apoyando investigaciones en lo relativo a las personas lesbianas, gays y bisexuales.

## Historia
En septiembre de 2019, veintidós personas firmaron una carta abierta a The Sunday Times en la que acusaban a la principal organización benéfica británica de defensa de los derechos LGBT, Stonewall, de haber «socavado los derechos y protecciones de las mujeres basados en el sexo» a través de su política sobre cuestiones transgénero. En ella se afirmaba además que, doce meses antes, un grupo había pedido a Stonewall que se comprometiera a «fomentar una atmósfera de debate respetuoso» con quienes desearan cuestionar sus políticas en materia de transexualidad, pero que Stonewall se había negado a permitir tal diálogo, y que «si Stonewall sigue intransigente, sin duda debe haber ahora una apertura para una nueva organización comprometida tanto con la libertad de expresión como con los hechos en lugar de con la fantasía».
Un mes después de la publicación de la carta abierta, se anunció el lanzamiento de un nuevo grupo llamado Alianza LGB. El grupo fue cofundado por Bev Jackson, Kate Harris, Allison Bailey, Malcolm Clark y Ann Sinnott, con el apoyo de Simon Fanshawe, quien habló en la reunión inicial el 22 de octubre de 2019 junto con Miranda Yardley y Charlie Evans. En dicha ocasión Harris declaró que:

La principal diferencia es que lesbianas, gays y bisexuales tenemos algo en común debido a nuestra orientación sexual, que no tiene nada que ver con ser trans. Aceptamos el apoyo de cualquier persona -gay, heterosexual o trans- siempre que apoye nuestro compromiso con la libertad de expresión y las definiciones biológicas del sexo. Así que somos un grupo muy amplio y tolerante. Nos llamarán transfóbicos, pero no lo somos.

En octubre de 2020, Ann Sinnott, directora de la Alianza LGB en ese momento, inició un caso legal pidiendo una revisión judicial de la guía de la Comisión de Igualdad y Derechos Humanos sobre la Ley de Igualdad de 2010, recaudando casi 100.000 libras esterlinas para los honorarios legales. La Alianza LGB creía que los detalles de la Ley de Igualdad de 2010 habían sido «tergiversados» por algunas organizaciones. En mayo de 2021 el caso fue declarado por el tribunal como no discutible, declarando el juez Henshaw que «el demandante no ha demostrado ninguna razón discutible para creer que el Código ha inducido o inducirá a error a los proveedores de servicios sobre sus responsabilidades en virtud de la Ley».
En abril de 2021, la Comisión de Organizaciones Benéficas de Inglaterra y Gales concedió a la Alianza LGB la condición de organización benéfica, lo que suscitó polémica entre los grupos LGBT del Reino Unido, cincuenta de los cuales firmaron una carta abierta condenándola. En septiembre de 2022 se inició en el Tribunal de Primera Instancia un recurso contra su condición de organización benéfica a raíz de la demanda de la asociación de derechos trans Mermaids, que finalmente fue desestimada.
En junio de 2021, la LGB Alliance anunció el nombramiento de cinco nuevos patronos, además de Harris, Jackson y el productor de documentales Malcolm Clark: la cofundadora de Shed Productions Eileen Gallagher OBE, el consultor de estrategia Conrad Roebar, la profesora de filosofía Kathleen Stock OBE, el profesor de derecho de los derechos humanos Robert Wintemute y el laborista Lord Young de Norwood Green. Al mismo tiempo, Ann Sinnott anunció su dimisión como directora.
En octubre de 2021, la organización fue invitada con un stand en la Conferencia del Partido Conservador, con un costo estimado de 6.000 libras esterlinas. Más tarde ese mes, la organización organizó su propia conferencia, con invitados como las parlamentarias Joanna Cherry, Jackie Doyle-Price y Rosie Duffield, así como el escritor de televisión y activista antitrans Graham Linehan. Daniel Lismore y la King's College de London LGBT+ Society organizaron una protesta contra LGB Alliance en el exterior de la sede de la conferencia.
El 30 de marzo de 2022, la London Community Foundation concedió a la Alianza LGB una subvención como parte del Fondo del Jubileo «Let's Create» del Consejo de las Artes de Inglaterra, para la película Queens - 70 Years of Queer History. Retiró la subvención en abril de 2022, después de ser informado de la impugnación legal contra la condición de organización benéfica de la Alianza LGB.
El 10 de junio de 2022, la organización anunció que había recibido una subvención del Fondo Comunitario de la Lotería Nacional británico para crear una línea de ayuda «para jóvenes lesbianas, gays y bisexuales y sus familias y amigos».

## Controversias
La Alianza LGB se opone al uso de bloqueadores de la pubertad para la disforia de género en niños en el Reino Unido y a la reforma y el reconocimiento de la autodeterminación del género. Entre 2021 y 2022, se hizo público que había estado haciendo lobby para que se excluyera a las personas trans de la reforma que prohibiría las terapias de conversión en el Reino Unido.
Su actividad en contra de los derechos transgénero ha sido descrita en repetidas ocasiones como «transexcluyente», "antitrans" y como un grupo de odio por parte de diputados, periodistas y organizaciones y activistas LGTB. La Campaña Laborista por los Derechos de las Personas Trans, en una declaración firmada por varios diputados laboristas, entre ellos la vicepresidenta Angela Rayner, y por el diputado del SNP John Nicolson, calificó a la Alianza LGB de transfóbica. El grupo activista Hope not Hate y la central sindical Trades Union Congress han calificado al grupo de antitrans, y la división de trabajadores de organizaciones benéficas del sindicato Independent Workers' Union of Great Britain ha condenado su actividad, rechazando que su actividad tenga carácter benéfico y citando los vínculos de su cofundador con una organización anti-LGTB estadounidense. Por su parte, sectores del Partido Conservador y algunos periodistas han defendido su actividad.